# 耦合簇方法
耦合簇方法（coupled cluster, CC）是量子化學全始計算法中對多電子相關能的其中一種高精確計算方法。它从哈特里－福克分子轨道出发，通过指数形式的耦合算符运算得到真实体系的波函数。一些小分子和中等大小的分子精度最高的计算结果是通过 CC 方法得到的。

## 波函数拟设
耦合簇方法提供了一种近似求解不含时薛定谔方程的方法：
这里 {\displaystyle {\hat {H}}} 表示体系的哈密顿量。体系的基态波函数与基态能量分别用 {\displaystyle \vert {\Psi }\rangle } 和 E 来表示。耦合簇理论的其它变体，如运动方程耦合簇方法 和多参考态耦合簇方法，则提供了求解体系激发态的方法。
体系的基态波函数可以用下面的拟设来表出：
式中 {\displaystyle \vert {\Phi _{0}}\rangle } 为哈特里－福克基态波函数，{\displaystyle {\hat {T}}} 是一个激发算符，称为簇算符，当它作用在 {\displaystyle \vert {\Phi _{0}}\rangle } 上时，得到一组斯莱特行列式的线性组合。（详情见下文）
在拟设的选取上，CC 方法比起其它的方法例如组态相互作用方法（CI）有优势。这是因为这一拟设具有大小广延性。CC 方法的大小一致性取决于参考波函数的大小一致性。CC 方法的一个主要缺陷是，它不是变分的。

## 簇算符
簇算符由下式给出：
其中 {\displaystyle {\hat {T}}_{1}} 是包含所有单激发的算符，{\displaystyle {\hat {T}}_{2}} 是包含所有双激发的算符，余类推。这些算符可以通过正则量子化表达为下列形式：
余类推。
在上面的式子中，{\displaystyle {\hat {a}}^{\dagger }} 和 {\displaystyle {\hat {a}}} 分别是电子的产生及湮没算符。下标 i, j 表示占据轨道，而 a, b 表示空轨道。在耦合簇算符中的产生和湮没算符按照正规序排列。单粒子激发算符 {\displaystyle {\hat {T}}_{1}} 和双粒子激发算符 {\displaystyle {\hat {T}}_{2}} 分别把 {\displaystyle \vert {\Phi _{0}}\rangle } 变为单激发和双激发斯莱特行列式的线性组合。为了最终得到体系的波函数，需要求解拟设中的待定系数 {\displaystyle t_{i}^{a}}，{\displaystyle t_{ij}^{ab}} 等。
考虑到簇算符 {\displaystyle {\hat {T}}} 的结构后，指数耦合算符 {\displaystyle e^{\hat {T}}} 可以展开成泰勒级数：
事实上，这一级数是有限的，因为分子轨道的数目与激发的数目都是有限的。为了简化求解系数 {\displaystyle t} 的过程，{\displaystyle {\hat {T}}}的展开式中一般在双激发或略高一点的激发处截断，很少有超过四激发的。这是因为是否包含五激发以上的算符 {\displaystyle {\hat {T}}_{5}}、{\displaystyle {\hat {T}}_{6}} 等，对最终计算结果的影响很小。而且，即使只在簇算符的表达式中取前 {\displaystyle n} 项：
那么由于耦合算符具有指数形式，高于 {\displaystyle n} 激发的斯莱特行列式仍然会对最终的波函数有贡献。因此，在 {\displaystyle {\hat {T}}_{n}} 处截断的 CC 方法通常能比激发数最高为 {\displaystyle n} 的 CI 方法获得更多的电子相关能修正。

## 耦合簇方程
耦合簇方程就是展开系数 {\displaystyle t} 所满足的方程。有多种方法来书写这一方程，其中标准的做法是会得到一个可以迭代求解的方程组。耦合簇方法的薛定谔方程可以写成：
{\displaystyle {\hat {H}}e^{\hat {T}}\vert {\Psi _{0}}\rangle =Ee^{\hat {T}}\vert {\Psi _{0}}\rangle }
假设现在共有 {\displaystyle q} 个 {\displaystyle t} 系数需要求解。于是我们需要 {\displaystyle q} 个方程。注意到每一个 {\displaystyle t} 系数都与唯一的一个激发斯莱特行列式相关联：{\displaystyle t_{ijk...}^{abc...}} 对应的是 {\displaystyle \vert {\Phi _{0}}\rangle } 中处于 {\displaystyle i,j,k,\cdots } 轨道上的电子分别被激发到 {\displaystyle a,b,c,\cdots } 轨道上所得的行列式。上式两边向对应的行列式投影，就得到了我们所要的 {\displaystyle q} 个方程。
式中 {\displaystyle \vert {\Psi ^{*}}\rangle } 表示任意一个与待求的 {\displaystyle t} 系数相关联的激发行列式。为了更好地利用这些方程之间的联系，我们可以把上面的方程改写成一种更方便的形式，将 {\displaystyle e^{-{\hat {T}}}} 乘到耦合簇薛定谔方程两端，然后分别向 {\displaystyle \Psi _{0}} 和 {\displaystyle \Psi ^{*}} 投影，我们得到：
第一式提供了求解 CC 能量的方法，第二式则是用来求解 {\displaystyle t} 系数的方程。以标准的 CCSD 方法为例，方程组中包括下面三组方程：
上式中经相似变换后的哈密顿量（用 {\displaystyle {\bar {H}}} 表示）可以通过BCH 公式 求出：
{\displaystyle {\bar {H}}} 不是厄米的。

## 耦合簇方法的种类
传统上耦合簇方法依照 {\displaystyle {\hat {T}}} 中包含哪些 {\displaystyle {\hat {T}}_{n}} 算符来进行分类。相应的方法名称则由 CC 后面加上相应的字母构成：
1. S - 单激发 (在英语的 CC 术语里面简称 singles)
2. D - 双激发 (doubles)
3. T - 三激发 (triples)
4. Q - 四激发 (quadruples)

例如，CCSDT 方法里面簇算符 {\displaystyle {\hat {T}}} 的表达式如下： 
在圆括号里面的项则表示它们是通过微扰理论求得的。例如 CCSD(T) 表示： 
1. 耦合簇方法
2. 包含完整的单激发和双激发
3. 三激发则采用微扰理论而不是迭代求解

## 扩展阅读
- A theoretical review and introduction to coupled cluster theory
- An Introduction to Coupled-Cluster Theory
- The Coupled Cluster (CC) Approach
- Cramer, C. J. Essentials of Computational Chemistry: Theories and Models. Wiley